# إيلزغي
إيلزغي هي قرية في مقاطعة أرومية، إيران. عدد سكان هذه القرية هو 15 في سنة 2006.